# Diecezja Tocantinópolis
Diecezja Tocantinópolis (łac. Dioecesis Tocantinopolitanus) – diecezja Kościoła rzymskokatolickiego w Brazylii. Należy do metropolii Palmas wchodzi w skład regionu kościelnego Centro-Oeste. Została erygowana przez papieża Piusa XII bullą Ceu pastor w dniu 20 grudnia 1954 jako prałatura terytorialna. 30 października 1980 podniesiona do rangi diecezji.